# Pamplona (Colombia)
Pamplona is een stad en gemeente in het Colombiaanse departement Norte de Santander. De gemeente telt 52.903 inwoners (2005).
De stad werd gesticht op 1 november 1549 en is hiermee de oudste stad van het departement.
Pamplona ligt in de vallei van de Espíritu Santo.
De stad is de zetel van het rooms-katholieke aartsbisdom Nueva Pamplona.

## Musea
- Museo Arquidiocesano de Arte Religioso (religieuze kunst)
- Museo Casa Anzoátegui (precolumbiaanse kunst)
- Museo de Arte Moderno Ramírez Villamizar (moderne kunst)

## Geboren in Pamplona
- Eduardo Ramírez Villamizar (1922-2004), schilder en beeldhouwer

- Library of Congress Control Number: n85099148
- Nationale Bibliotheek van Israël: 987007560074705171
- Virtual International Authority File: 154801118
- WorldCat: E39PCjwr3vMf7JDHP3tvQBKMrq

Abrego · Arboledas · Bochalema · Bucarasica · Cáchira · Cácota · Chinácota · Chitagá · Convención · Cúcuta · Cucutilla · Durania · El Carmen · El Tarra · El Zulia · Gramalote · Hacarí · Herrán · La Esperanza · La Playa · Labateca · Los Patios · Lourdes · Mutiscua · Ocaña · Pamplona · Pamplonita · Puerto Santander · Ragonvalia · Salazar de las Palmas · San Calixto · San Cayetano · Santiago · Sardinata · Silos · Teorama · Tibú · Toledo · Villa Caro · Villa del Rosario